# Fildu de Jos
Fildu de Jos è un comune della Romania di 1 353 abitanti, ubicato nel distretto di Sălaj, nella regione storica della Transilvania.
Il comune è formato dall'unione di 4 villaggi: Fildu de Jos, Fildu de Mijloc, Fildu de Sus, Tetișu.
Di particolare interesse nel comune una chiesa lignea, costruita attorno al 1630; la chiesa è stata utilizzata come parrocchiale fino al 1930, quando venne inaugurata l'attuale chiesa parrocchiale in muratura.